# Toussaint Bézier
Toussaint Bézier (30 octobre 1853 à Cordemais - 20 décembre 1925 à Rennes) est un géologue, minéralogiste et paléontologue français. 

## Biographie
Après de bonnes études, il entre dans l'enseignement primaire. C'est à ce moment que dans les loisirs que lui laisse sa profession, il se voua complètement à l'étude des sciences naturelles par l'étude de la zoologie, de la botanique et de la géologie.
Il est alors bientôt choisi comme préparateur de zoologie par Simon Sirodot, doyen de la Faculté des sciences de Rennes. C'est à lui que Simon Sirodot confia l'édification des planches de son travail sur les Batrachospermes.
Reconnu, à cette époque, la Ville de Rennes lui donne la charge de conservateur du Musée des sciences naturelles de Rennes en 1887. Il fallait ordonner les collections que son prédécesseur Marie Rouault avaient entassées.

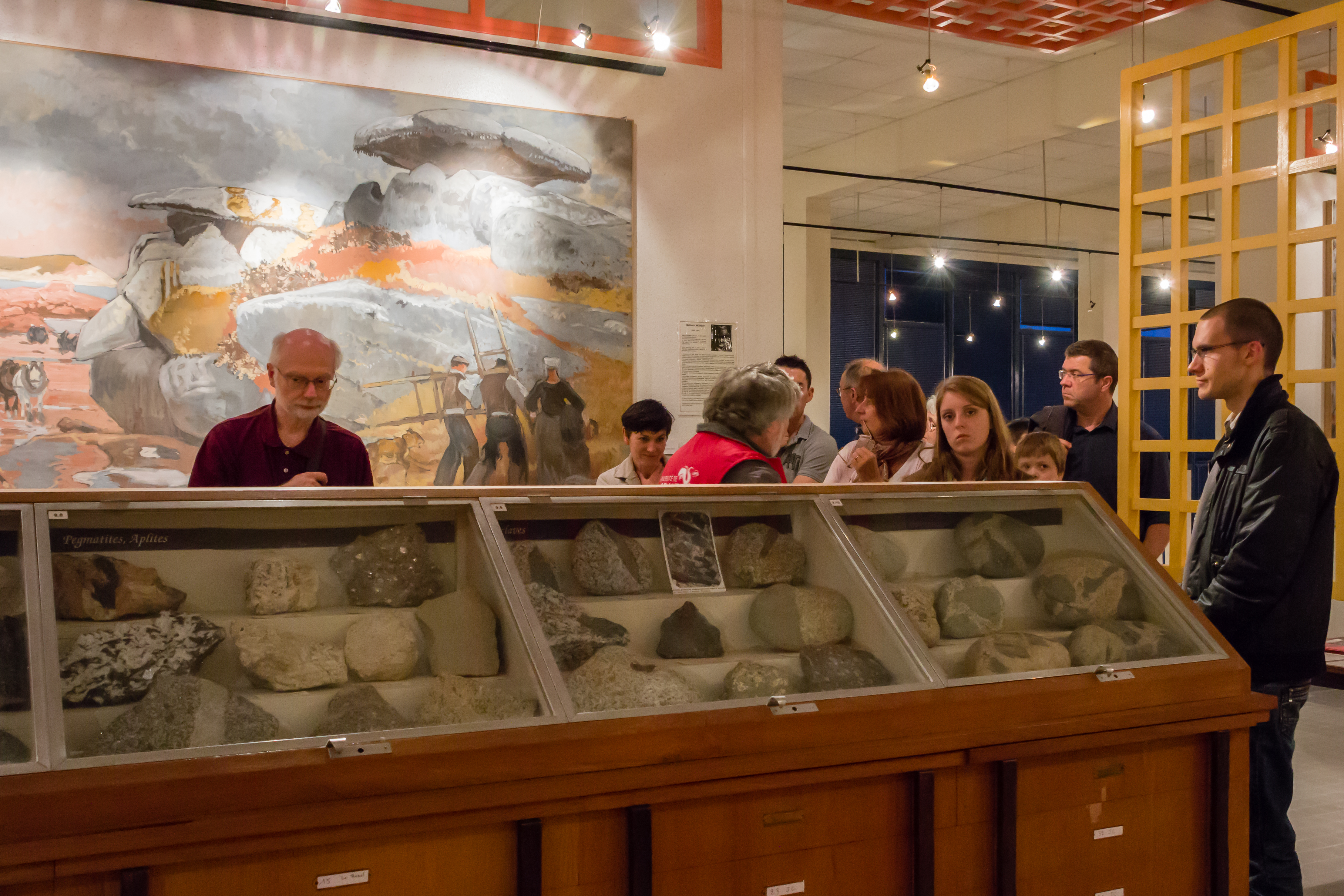
Vitrines des collections de géologie.

Il se mit à étudier un là un les échantillons de minéralogie et de géologie, et à en faire une classification raisonnée. Il fallait classer toutes ces spécimens, mais il  fallait aussi en accumuler d'autres tirées du Massif Armoricain. Il se mit à parcourir la Bretagne dans tous les sens ; accumulant toute une série de minéraux et de fossiles.
Il crée une section de géologie au sein du musée. Les principales acquisitions sont sous mandat, en 1888, la collection de l’Ingénieur Léon Maudet, et en 1898, la collection de géologie régionale de M. Sacher.
Le résultat de ses observations est publié dans plusieurs Sociétés, notamment dans la Société scientifique et médicale de l'Ouest et la Société archéologique d'Ille-et-Vilaine, dans laquelle il a publié de nombreux travaux. 
Il devient le président en 1920 de la Société géologique et minéralogique de Bretagne, lors de sa création.

## Publications
- 1890, Sur un Gisement du Carbonifère de Visé reconnu à Quenon près de Saint-Aubin-d'Aubigné (Ille-et-Vilaine). (C. R. Académie des Sciences, 8 septembre 1890.)
- 1891. Les Milliaires de Rennes. avec Lucien Decombe, E.-J. Espérandieu et Félix Robiou. Mémoires de la Société archéologique d'Ille-et-Vilaine, 71 p., pl.
- 1895, Sur l'existence de la Vivianite cristallisée ou Fer phosphaté cristallisé en Bretagne. (Bull. Soc. Sc. et Médic. de l'Ouest, 3 mai 1895, IV, p. 139-140.).
- 1896, La distribution des Poudingues de Gourin dans les Schistes cambriens d'Ille-et-Vilaine.(Bull. Soc. Sc. et Médic. de l'Ouest, 6 novembre 1896, V, p. 263-267.)[4].
- 1897, Dépôt de calcaire magnésien nouvellement rencontré dans les schistes cambriens de la commune de Vern (Ille-et-Vilaine). (Bull. Soc. Sc. et Médec. de l'Ouest, 7 mai 1897, p. 122-123.).
- 1897, en collaboration avec Paul Lebesconte, Description stratigraphique des terrains quaternaires et des alluvions modernes de la Vallée de la Vilaine dans la partie Est de la ville de Rennes. (Bull. Soc. Sc. Médic. de l'Ouest, 1897, VI, p. 221-235.)
- 1898, Note sur l'existence du Trinucleus Bureaui (Oehlert) dans les schistes métamorphisés de Ste-Brigitte (Morbihan). (Bull. Soc. Sc. et Médie. de l'Ouest, 1898, 2e trim., VII, p. 219-251.).
- 1900, Sur des gisements de Trinucleus et d'Ampélites en Ille-et-Vilaine. (Bull. Soc. Sc. et Médie. de l'Ouest, 1900, 2e trim., IX, p. 171-176.).
- 1900, en collaboration avec Paul Lebesconte, Observations sur le terrain silurien dans le Synclinal de Gosné (Ille-et-Vilaine). (Bull. Soc. Sc. et Médic. de l'Ouest, 1900, 4e trim., IX, p. 273-278.)
- 1901, Briovérien et Silurien en Bretagne et dans l'Ouest de la France; leur séparation par les Poudingues rouges. (Bull. Soc. Sc. et Médic. de l'Ouest, 1901, X, p. 117-119.).
- 1902 : Contribution à l'étude stratigraphique des argiles inférieures au calcaire tertiaire (Tongrien) des environs de Rennes. (Bull. Soc. Sc. Médic. de l'Ouest, 5 décembre 1902, XI, p. 588-, 597.)
- 1906, Existence de Minerais de plomb dans le filon de quartz de la Ville-Hervé en Brusvily (Côtes-du-Nord). (Bull. Soc. Sc. et Médic. de l'Ouest, 1906.)
- 1909, Étude minéralogique et géologique du Gîte plombeux de Ville-Hervé en Brusvily (Côtes-du-Nord). (C. R. Congrès Soc. Sav., 1909, Rennes.)
- 1912, Biographie de M. A. André, ancien Président de la Société d'Archéologie de l'Ille-et-Vilaine. {Bull. Soc. Sc. et Médic. de l'Ouest, 3e trimestre 1912.)
- 1913, Sur l'existence de Ctenacanthus bohemicus dans le calcaire du Dévonien inférieur de la Roussière, en Saint-Germain-le-Fouilloux (Mayenne). (Bufl. Soc. Sc. et Médic. de l'Ouest, 1913.)
- 1914, Un nouveau gisement fossilifère du Miocène reconnu à Poligné (Ille-et-Vilaine). (Bull. Soc. Sc. et Médic. de l'Ouest, 3e-4e trimestres 1914.)
- 1914, Sur l'existence d'une florule carboniférienne (westphalienne) à Melesse (Ille-et-Vil.). (C. R. Acad. Sc. Séance du 29 juin 1914.)
- 1920, Complément à la note présentée par M. le Dr Alix sur les polymorphines. (Bull. Soc. Géol. Min. de Bretagne, t. 1, fasc. 2, p. 66, 1920.)
- 1920, A propos d'un volumineux Cristal de encapuchonné qui figure au Musée de la ville de Rennes. (Bull. Soc. Géol. Min. de Bretagne, t. 1, fasc. 3, p. 128, 1920.)
- 1920, Étude minéralogique et géologique du Gîte plombeux de la Ville-Hervé (Côtes-du-Nord). (Bull. Soc. Géol. et Min. de Bretagne, t. 1, fasc. 3, p. 136, 1920.)
- 1921, Contribution à l'étude, du Miocène supérieur des environs de Rennes (Etage redonien), Gîte du moulin de Carcé (Bruz) et Gîte d'Apigné (Le Rheu), Ille-et-Vilaine. (Bull. Soc. Géol. et Min. de Bretagne, (II, fasc. 2, 1921.)
- 1922, Les grès dits à Sabals reconnus à Saint-Helen (Côtes-du-Nord). (Bull. Soc. Géol. et Min. de Bretagne, t. III, fasc. 7, p. 46, 1922.)
- 1922, A propos de la Note de M. G. Ferronnière sur une molaire d'Hipparion gracile de Christol du falunien de la Chausserie, près de Rennes. (Bull. Soc. Géol. et Min. de Bretagne, t. III, fasc. 1, p. 61, 1922.)
- 1922, Sur les fossiles rencontrés dans les Sables de Savenay (Loire-Inférieure), dans ceux de Saint-Perreux (Morbihan) et de Langon (Ille-et-Vilaine). (Bull. Soc. Géol. et Min. de Bretagne, t. III, fasc. 1, p. 91, 1922.)
- 1922, Éloge funèbre de Ferronnière. (Bull. Soc. Géol. et Min. de Bretagne, t. III, fasc. 4, p. 283, 1922.)
- 1923, Quelques précisions au sujet des découvertes de fossiles (Cf. Brachiopodes) faites dans les calcaires et schistes calcarifères de la Vallée du Dourduff par H. du Laurens de la Barre, avocat à Morlaix, 1910-1914, mort au champ d'honneur en 1917. (Bull., Soc. Géol. et Min. de Bretagne, t. IV, fasc. 2, p. 118, 1923.)

## Sources
- Constant Houlbert. 1933. Le Musée d’Histoire naturelle de la Ville de Rennes- guide historique et descriptif- origine et accroissement des principales Collections (1794-1928). Rennes, Oberthür, 242p.
- Brun J.P. & Ollivier M.A. 2000. 150 ans de géologie à Rennes. Mém. Géosciences Rennes, hors-série no 3,105p.